# Eisenbahndirektion Danzig
Die Eisenbahndirektion Danzig war die Regionalverwaltung wechselnder staatlicher Eisenbahnen mit ebenso wechselnden Bezeichnungen im Raum Danzig, wo sie auch ihren Sitz hatte.

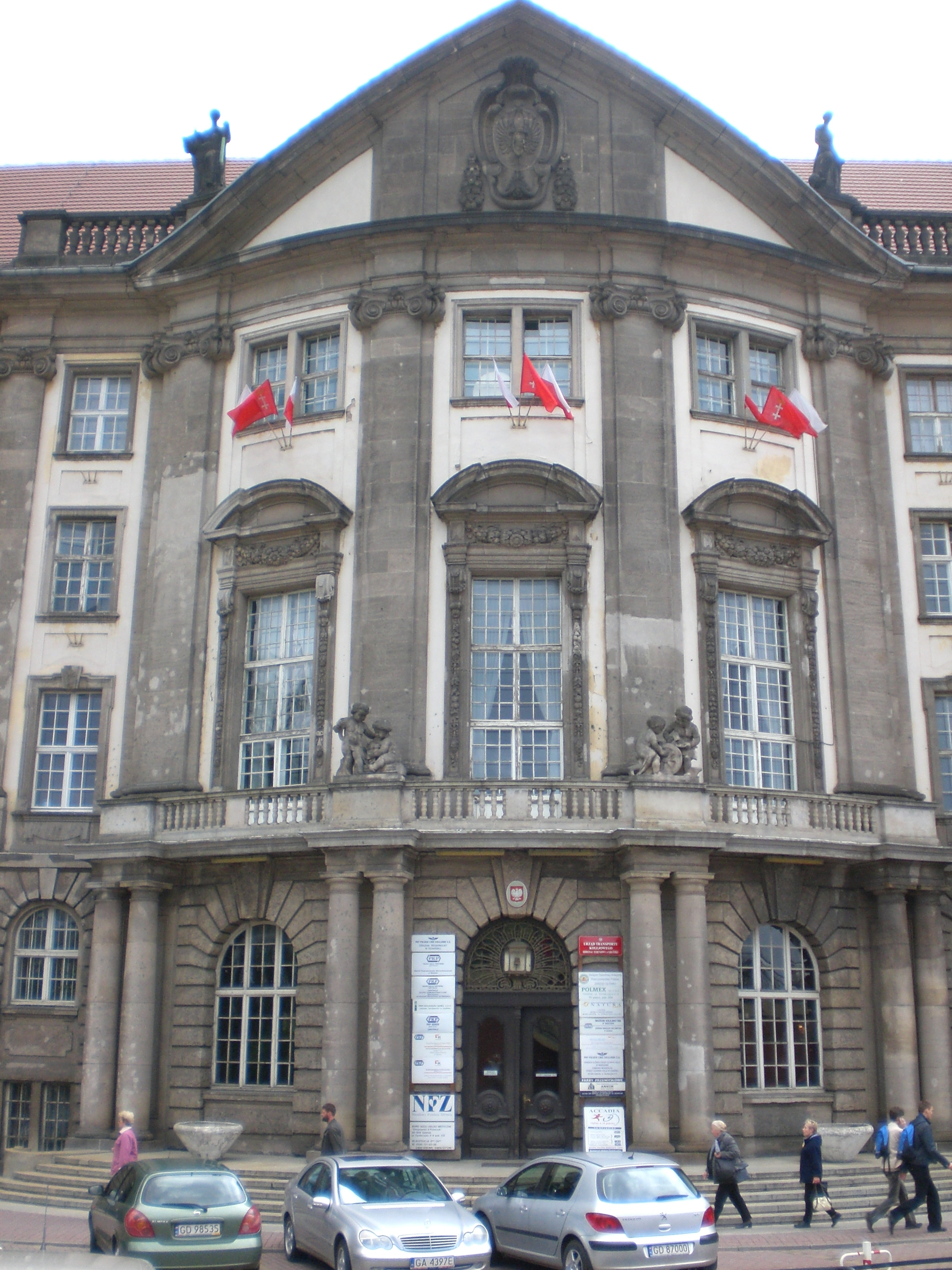
Mittelrisalit des Direktionsgebäudes, Aufnahme 2007

## Geschichte

### Vorläufer
Am 5. November 1849 wurde die Königliche Direktion der Ostbahn in Bromberg eingerichtet, die Bau und Betrieb der Preußischen Ostbahn übernahm. Die Ostbahn war eine der Preußischen Staatseisenbahnen. Im Rahmen der ab 1879 anrollenden Verstaatlichungswelle von privat geführten Eisenbahnen im Königreich Preußen musste die Staatsbahn neu organisiert werden. Dazu wurden 11 Eisenbahndirektionen, mit einheitlicher Binnenstruktur geschaffen. Die nunmehrige Königliche Eisenbahndirektion Bromberg war eine von ihnen.

### Die Königliche Eisenbahndirektion Danzig

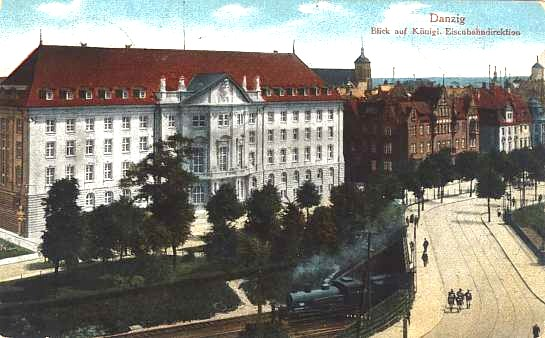
Verwaltungsgebäude der Eisenbahndirektion Danzig am Olivaer Tor, Ansicht 1914

Nach Abschluss der Verstaatlichung und dem Bau zahlreicher neuer Strecken musste die Verwaltung der Staatsbahn erneut reformiert werden. Dazu wurde die Zahl der Eisenbahndirektionen von 11 auf 20 erhöht und der Zuständigkeitsbereich der alten Direktionen massiv verkleinert. Im Zuge dieser Maßnahmen wurde die neue Königliche Eisenbahndirektion Danzig geschaffen und aus der Bromberger Direktion ausgegliedert.
Am 1. April 1895 übernahm die neu gegründete Königliche Eisenbahndirektion Danzig unter anderem folgende Streckenabschnitte von der Direktion Bromberg:
- Stolp–Danzig–Dirschau (bis Danzig Teil der Bahnstrecke Stargard–Danzig)
- Schneidemühl–Güldenboden
- Schönsee–Osterode
- Dirschau–Maximilianowo (bei Bromberg)
- Belgard–Neustettin–Konitz–Laskowitz–Graudenz–Soldau
- Stolp – Neustettin

1918 maß das Streckennetz der KED Danzig 2.688 km.

### Freie Stadt Danzig
Mit der staatlichen Selbständigkeit der Freien Stadt Danzig und dem Abtreten des Polnischen Korridors am 10. Januar 1920 wurde aus der Eisenbahndirektion Danzig der Preußischen Staatseisenbahnen eine von dieser unabhängige Behörde in der Freien Stadt (auch: Freistadt-Eisenbahndirektion; Dyrekcja Kolei Wolnego Miasta). Für die ehemals preußische Direktion wurde eine Abwicklungsstelle eingerichtet, die am 1. Mai 1922 aufgelöst wurde. Die Angelegenheiten, die verbliebene Eisenbahnbeamte betrafen, nahm danach das deutsche Generalkonsulat in Danzig wahr, die übrigen Angelegenheiten die Reichsbahndirektion Osten.
1921 übernahmen die Polnischen Staatsbahnen (PKP) die Direktion als Dyrekcja Kolei Państwowych w Gdańsku (Staatsbahndirektion in Danzig) oder auch Pomorska Dyrekcja Kolei w Gdańsku (Pommerellische Eisenbahndirektion in Danzig). Sie war nun für die staatlichen Bahnstrecken in der Freien Stadt und der Woiwodschaft Pommerellen zuständig. Am 24. Januar 1927 regelten Deutschland und Polen im Abkommen über die Durchführung des Artikel 312 des Vertrages von Versailles vom 28. Juni 1919, §§ 22–23, die Übernahme der Rentenzahlungen für hessisch-preußische Eisenbahner mit Wohnsitz in Polen oder der Freien Stadt durch die PKP. Die PKP benannten die Direktion 1929 in Dyrekcja Okręgowa Kolei Państwowych Gdańsk (Regionale Staatsbahndirektion Danzig – DOKP Gdańsk) um.
Der Senat von Danzig monierte, dass die Eisenbahndirektion nicht nur die Strecken in der Freien Stadt, sondern auch in Pommerellen betreute, also als polnische Behörde auf Danziger Territorium ihren Sitz habe, woraufhin Hochkommissar Richard Haking 1922 die Zuständigkeit für polnische Strecken für unzulässig erklärte. Nach vielen Konflikten mit dem Senat Ziehm verlegten die PKP 1934 die Direktion nach Thorn (DOKP Toruń) und einige Dienststellen nach Bromberg, im Danziger Direktionsgebäude verblieb das Biuro Gdańskie PKP (Danziger Büro der PKP), das unmittelbar der PKP-Zentrale in Warschau unterstand. Das Biuro Portowe PKP (Hafenbüro der PKP) im Danziger Hafen und einige Dienststellen in Thorn waren dem Danziger Büro nachgeordnet.

### Zweiter Weltkrieg
Anfang September 1939 erstürmte der SS-Wachsturmbann Eimann das Direktionsgebäude, aus dem heraus sich polnische Eisenbahner ähnlich wie polnische Postbeamte beim Gefecht um das polnische Postamt in Danzig der Einnahme widersetzten. Am 1. November 1939 richtete die Deutsche Reichsbahn im Gebäude die Reichsbahndirektion Danzig (RBD Danzig) ein, die für die Bahnstrecken im Reichsgau Danzig-Westpreußen zuständig war. Seit dem 15. November 1939 galten im Direktionsbezirk die im Deutschen Reich üblichen Tarife. 1945 wurde die Direktion nach Lübeck evakuiert. Am 1. März 1946 wurde die Abwicklungsstelle der RBD Danzig von Lübeck nach Hamburg verlegt, wo sie im Herbst desselben Jahres aufgelöst wurde.

### Polen
Im März 1945 richteten die PKP in Bromberg, der neuen Hauptstadt der Pommerellischen Woiwodschaft, provisorisch eine Bezirksbahndirektion Bromberg ein, die nach der Einigung mit der Sowjetunion einige Monate später nach Danzig verlegt wurde und von den Sowjets auch die Zuständigkeit für die Bahnstrecken in den nordwestlichen ehemals deutschen Ostgebieten übernahm.
1962 wurde die DOKP Olsztyn (Eisenbahndirektion Allenstein) angegliedert. Von 1975 bis 1998 führte die Danziger Direktion offiziell die Bezeichnung Północna Dyrekcja Okręgowa Kolei Państwowych (PDOKP – Nördliche Regionale Staatsbahndirektion).

## Direktionsgebäude
Das noch heute bestehende Direktionsgebäude wurde 1911–1914 von Georg Cuny erbaut. Es hat eine 75 m breite Front „Am Olivaertor“ mit fünf Stockwerken und eine 103 m lange Front an der Hansagasse mit vier Stockwerken. Die beiden 400 qm großen umbauten Höfe und ein glasbedeckter Lichthof in der Mitte sorgen für ausreichenden Lichteinfall. Wegen des Grundwassers ruht das Gebäude auf 1300 Pfählen zwischen 6 und 12 m Länge, eingesetzt von Dyckerhoff und Widmann. Über einem Sockel aus schlesischem Granit wurde das Gebäude als Putzbau ausgeführt. Ein im Bogen vorgezogener Mittelrisalit betont den Eingang und den darüber liegenden Sitzungssaal. Figuren von Lewin-Funke, Berlin, auf der Balustrade stehen für die vier Verwaltungszweige Verwaltungs-, Bauingenieur-, Maschinenbau- und Hochbaufach. Der Entwurf für das preußische Wappen im Giebelfeld stammt vom Bildhauer Lehmann-Siegmundsburg, Danzig, und auf der anschließenden Balustrade symbolisieren weibliche Statuen von Cauer, Königsberg, die vier Bereiche Landwirtschaft, Industrie, Handel und Wissenschaft. Das Gebäude war mit einem Personenaufzug und zwei Aktenaufzügen ausgestattet.
Von 1979 bis 2008 nutzte auch eine Außenstelle des Eisenbahnmuseums Warschau das Danziger Direktionsgebäude und nach den Umstrukturierungen der PKP arbeiteten hier von 1998 bis 2000 die Pion Nieruchomości PKP (zentrale Liegenschaftsabteilung der PKP), von 1998 bis 2001 die Dyrekcja Okręgu Infrastruktury Kolejowej (Regionaldirektion der Bahninfrastruktur) und seit 2002 eine Regionalabteilung (Oddział Regionalny) des Eisenbahninfrastrukturunternehmens PKP Polskie Linie Kolejowe, einer PKP-Tochter, sowie verschiedene Betriebseinheiten der PKP, die aber der PKP-Dienststelle in Gdynia unterstehen.

## Präsidenten
- Franz Robert Thomé (ab der Gründung 1894–1899), anschließend Präsident KED Frankfurt am Main
- Paul Greinert (1899–1901 †)
- Paul Heinsius (1901–1907 †), vormals Präsident KED Stettin
- Heinrich Herwig (1908), vormals Präsident KED Hannover
- Fritz Rimrott (1908–1920), vormals Präsident KED Königsberg
- Tadeusz Czarnowski (1920–1929)
- Johannes Wolff (1939–1945)